# اسپریت لیک (آیداهو)
اسپریت لیک (به انگلیسی: Spirit Lake) شهری در شهرستان کوتنای ایالت آیداهو است که جمعیت آن در سرشماری سال ۲۰۱۰ میلادی ۱٬۹۴۵ نفر بوده است.